# Англійська реформація
Англія — країна, відома своїми реформаторськими тенденціями. Ще у XIV столітті Джон Вікліф переклав Біблію англійською мовою, а його послідовники — лолларди — приховано продовжували існувати на острові й вести свою проповідь. 1525 року Вільям Тіндейл надрукував свій переклад Нового Заповіту, що дозволило багатьом охочим ознайомитись із текстом Біблії.
Однак вирішальну роль в Реформації в Англії належало відіграти іншій людині. Реформацію в Англії можна цілком правомірно назвати «Реформацією згори», оскільки на чолі її встав англійський король Генріх VIII.

## Англійська Реформація

### Передумови Реформації в Англії
Біля витоків англійської королівської Реформації лежала історія кохання короля Генріха VIII та фрейліни при дворі його першої дружини Анни Болейн. Король хотів оформити свої стосунки з фрейліною, узяти шлюб, але для цього потрібне було розлучення з Катериною Арагонською. До того ж виявилось, що Катерина не може народити спадкоємців королю. Питання про спадкоємців престолу завжди гостро стояло в середні віки для монархів. Дати дозвіл на розлучення міг тільки Папа Римський, але Климент VII відмовився узаконити розлучення.
Принциповість Климента VII та його наступника Павла III мала під собою ґрунт: перша дружина Генріха VIII була тіткою іспанського короля і германського імператора Карла V. До того ж Карл V проводив широку зовнішню політику по створенню всесвітньої католицької держави. Ідеологічно ця політика збігалась з теократичною позицією пап.

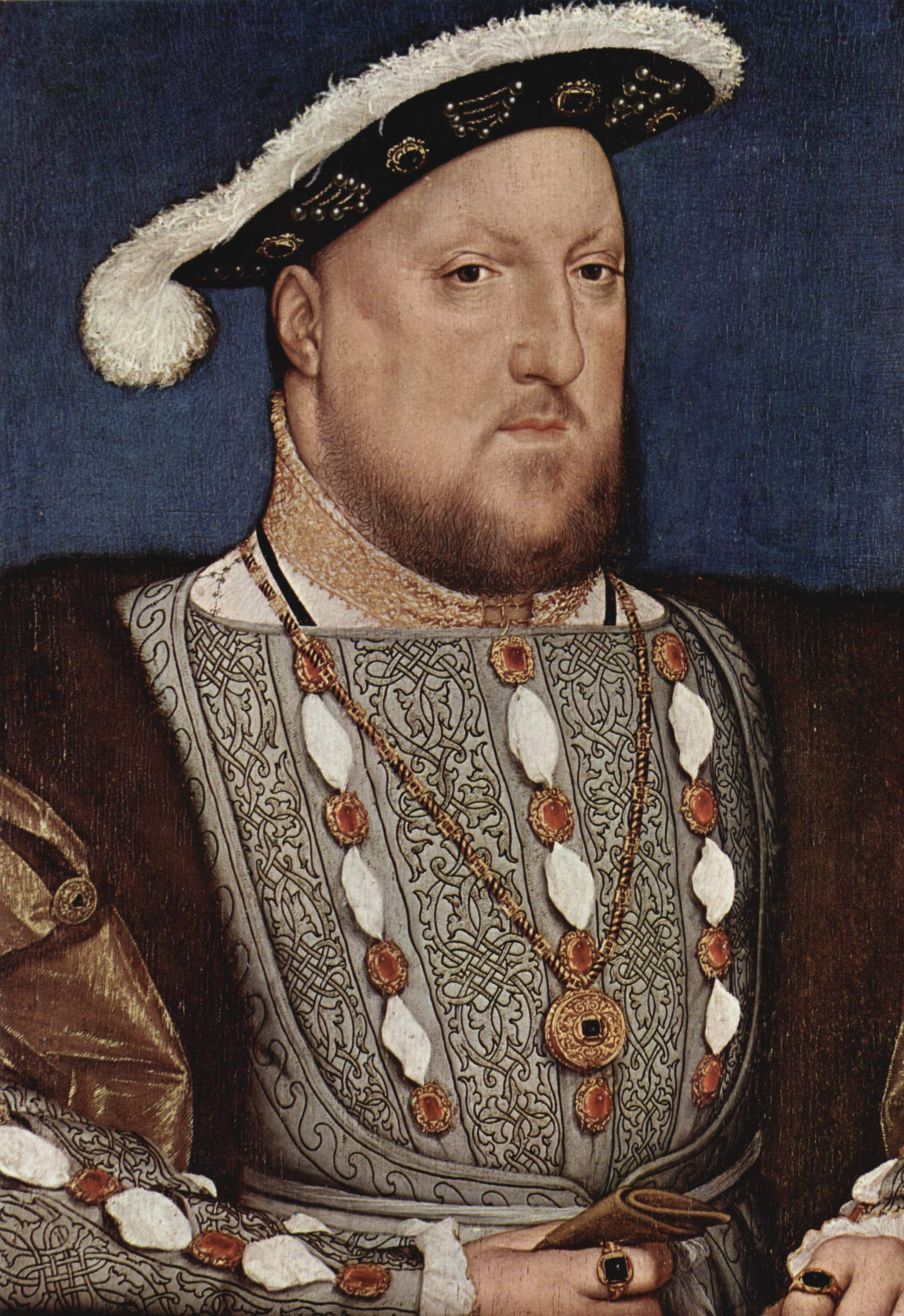
Генріх VIII

Передумови для втілення Реформації в Англії склались, як і багато де в Європі, ще на початку XVI століття. Серед них: економічні (за рахунок секуляризації церковних земель та майна монархія сподівалась збагатити державну казну, дворянство — покращити своє матеріальне становище, молода буржуазія — отримати додатковий прибуток); політичні (король прагнув перетворити церкву в частину державного апарату, підпорядкувавши її монарху); ідеологічні (широко поширюються в країні сформульовані ще в кінці XIV століття ідеї Д.Відкліфа щодо докорінного реформування католицизму, з континенту в Англію проникає гуманізм, критикуючи непорядність, невігластво католицького духовенства, розкішне життя кліра, багатства церкви.

### «Реформаційний парламент» і ліквідація папської влади
Специфіка процесу формування англійської протестантської церкви була в значній мірі обумовлена тим, що відділення від римської церкви йшло не в результаті широкого реформаційного руху, як, наприклад, в Німеччині, а як наслідок втілення в життя принципів політики абсолютизму. Тому Реформація почалася з розриву з Римом і формування державної церкви.
Можна, мабуть, виділити три етапи в проведенні королівської Реформації в Англії. Перший припадає на епоху Генріха VIII Тюдора, коли парламент, що засідав з 1529 по 1536 рр. (Він отримав назву «Парламенту Реформації»), прийняв за наполяганням короля ряд парламентських актів, загальним змістом яких стало створення в країні незалежної від Риму національної церкви. У 1529 році парламент заборонив членам кліру володіти декількома бенефіціями одночасно або жити не на місці свого служіння. Оскільки такі зловживання здійснювали на підставі ліцензій з Риму, державний акт далі говорив: Щоб ніхто не отримував від римського двору і не приводив у виконання ліцензій на подібні порушення. Всі такі хартії не повинні мати ніякого значення, а винні в порушенні цього статуту повинні бути позбавлені своїх бенефіціїв і виплатити штраф у розмірі 20 ф. ст. ". Так Папа був позбавлений того, що було прийнято вважати його невід'ємним правом.
Акт 1532 р. заявляв: «Якщо папа накладе на країну, короля, підданих інтердикт або відлучення, не слід приймати це до уваги» . У парламентському акті 1533 говорилося: «Є багато незручностей, що виникають через апеляції до римського престолу у справах про заповіти, шлюби і розлучення, що заподіює королю і його підданим багато занепокоєння, труднощів і витрат. До того ж Рим знаходиться на настільки значній відстані, що розслідування затягується і правосуддя страждає». Тому було вирішено, щоб усі подібні справи остаточно вирішувалися в межах королівства .
Парламент 1534 р. зробив важливе доповнення з питань апеляцій в Рим. Якщо за актом 1533 р. заборонялися апеляції до папи з окремих питань, то тепер «забороняються будь-які звернення і апеляції … в Рим. У разі несправедливого рішення в суді архієпископа незадоволені можуть апелювати до Королівської Величності».
Розвиваючи опозицію Риму, парламент 1534 р. знищив будь-який вплив Папи на призначення архієпископів і єпископів Англії. Він постановив, що «кандидати на кафедри архієпископів і єпископів не повинні представлятися папі і не повинні чекати від папи булл; всякі подібні булли і подібні уявлення повинні бути припинені назавжди».
Всі ці законодавчі акти завдали смертельного удару по папській владі в Англії. Папа тепер не був вищим суддею в країні. Він перестав бути володарем англійської церкви, яким був у всьому католицькому світі, оскільки англійські прелати — колишні васали папи — призначалися без його згоди. Папа не міг вразити Англію своїми прокльонами, тому що на інтердикти і відлучення було наказано не звертати жодної уваги. Папська юрисдикція в країні була ліквідована.
Поряд із заходами, спрямованими на знищення юридичних привілеїв папства, парламентом були прийняті акти про звільнення Англії від фінансової залежності від Риму: «Акт про обмеження виплати аннатів (1532 р. г.)», «Акт про скасування папських диспенсацій і виплати пенні Святого Петра (1534 р.)».

### Становлення англійської державної церкви
Апогеєм діяльності «Парламенту Реформації», в якому засідали представники дворянства від 37 графств і бюргерства від 119 міст, стало видання в 1534 р. «Акту про супрематії» (верховенство), який оголосив короля верховним главою англіканської церкви (Ecleesia anglicana), як її стали тепер називати. Цій події передував виступ англійського архієпископа Т. Кранмера в березні 1534 року в парламенті з твердженням, що в Англії «королівська влада стоїть за божественним приписом попереду і вище будь-якої іншої влади» .
В цей же час король призначив Комісію для складання присяги вірності новому закону про престолонаслідування, який підтверджував королівські права Анни Болейн. Текст присяги і «Акт про супрематії» були затверджені парламентом в листопаді 1534 року. Акт зокрема стверджував: «король (його спадкоємці та наступники) повинен бути прийнятим, визнаним, єдиним на світі верховним главою Англії … і повинен володіти всіма титулами, почестями, достоїнствами, привілеями, юрисдикцією і доходами, властивими і належними гідності Верховного Глави церкви». Влада англійського короля оголошувалася імперською — тобто виключала підпорядкування кому-небудь, в тому числі голові католицької церкви.

### Розпуск монастирів
Розрив з Римом повинен був визначити ставлення до чернецтва і монастирів. Тим більше що з усіх земельних багатств в католицькій Європі 1/3 належала церкві, а з усієї землі, що знаходиться у духовенства, 2/3 були власністю монастирів. В руках ченців зосереджувалася головна маса рухомого багатства. На ченців дивилися як на найбільш ревних прихильників Папи. Саме в середовищі чернецтва знищення папської влади в країні та затвердження королівського верховенства над церквою зустріло енергійну опозицію.
З кінця 1535 до 1540 року в Англії відбувався процес секуляризації монастирів. Він включав в себе так звану візитацію (об'їзд усіх церковних установ і складання звітів про їхній стан), розгляд на сесіях парламенту доповіді візитаторів, прийняття закону про ліквідацію монастирів.
Розпуск монастирів йшов послідовно, починаючи з малих. При цьому опір процедурі витлумачувався як політична неблагонадійність, що могло мати своїм результатом переслідування за державну зраду. Приклади розправи короля були добре відомі в країні: за відмову присягнути йому як голові церкви були страчені колишній лорд-канцлер королівства, права рука короля, письменник-гуманіст Томас Мор і єпископ Д. Фішер. Стратили й Анну Болейн, помилково звинувачену у зраді чоловікові.
Монастирі переходили у володіння короля. У 1540 році парламент прийняв статут, який закріпив за королем і його спадкоємцями всі церковні маєтки. В результаті секуляризації були конфісковані 645 монастирів, в тому числі 28 великих абатств, 90 коледжів, 110 госпіталів, 2374 канторій і капел. Щорічний дохід від них становив приблизно 150 тис. фунтів стерлінгів .
Як здійснювалася секуляризація? Коштовності конфісковували на користь корони, церковні посудини, прикраси з ікон, лампади, свічники і т. ін. вкладалися і відправлялися в особливу палату при парламенті. Конфісковувалися одяг, меблі, посуд, з вікон виймали рами, знімали двері, обдирали олово з даху, іноді розбирали по частинах будівлі. Не маючи можливості відвезти це з собою, агенти короля на місці влаштовували торги. На багаті монастирські бібліотеки дивилися теж як на товар. У книзі цінувалася насамперед палітурка, особливо якщо вона була прикрашена коштовностями. Такі палітурки відривали від книги, а саму книгу викидали.
Так як в результаті секуляризації в руках короля опинилася величезна кількість нерухомого та рухомого майна, уряд заявив про використання його на благі цілі, наприклад: на утримання 40 тис. добре озброєних солдатів; пропонувалося вимагати від підданих позик, податей; в парламентській постанові 1540 говорилося буквально наступне: «і неробство і аморальність ченців добре відомі, слід їхньої установи звернути на краще вживання, а саме, на заохочення народної освіти, зміст стипендіатів в університетах, на благодійні установи і т. п .; не звертати придбані маєтки в приватну власність». Абсолютна більшість цих намірів виконано не було.
Секуляризація монастирів збагатила скарбницю. Частина земель король передав в нагороду своїм сподвижникам, придворної аристократії, частина була віддана в оренду. Секуляризація викликала нову хвилю «обгородження», які йшли в країні з кінця XV в. Монастирські селяни поповнили армію збезземелених. Монастирі були оплотом папства, тому їхня секуляризація сприяла знищенню папського впливу. Ліквідація монастирів знищувала матеріальний, юридичний, моральний вплив духовенства на народні маси. Нарешті, секуляризація проклала шлях для подальшого ходу реформації.

### Віровчення і богослужіння
В цілому на першому етапі реформації релігійне питання вирішено не було. Виконано були тільки політико-економічні перетворення. Релігійну реформу, в результаті якої утверджувалося нове віросповідання і богослужіння, здійснив уряд Едуарда VI (1547—1553 рр.).
З 1548 до 1551 року був виданий ряд документів (статутів парламенту, розпоряджень короля, послань архієпископа Кентерберійського) і «Книга загальних молитов», які завершили богослужбову реформу. Ці заходи наблизили англіканську церкву частково до лютеранства і до кальвінізму. Коли реформа богослужіння і обрядів була закінчена, стало питання про систематичний виклад догматів англійської реформованої церкви.
У 1551 р. архієпископ Кранмер отримав від короля наказ скласти віровчення, яке отримало б поширення по всій країні. Новий символ англійської віри був написаний, розглянутий Таємною радою (найближчою королівською державною структурою), зборами вищих чинів церкви і в 1553 році під назвою «42 статті» розісланий по єпархіях «для суворого дотримання йому в проповідях і вченні» .
Основні положення «42 статей» були протестантськими: відкидалося католицьке вчення про чистилище, про індульгенції, про шанування ікон, мощей, про звернення до святих; воно залишалося тільки два таїнства замість семи в католицизмі — хрещення і причастя. Причастя повинно було здійснюватися під обома видами і для мирян; дозволялися шлюби духовенства; богослужіння повинно було вестися зрозумілою народу мовою.

## Контрреформація
У 1553 р. англіканська реформація була перервана смертю Едуарда VI, і приходом до влади Марії Тюдор, старшої дочки Генріха VIII від першого шлюбу з Катериною Арагонською. Вихована матір'ю в католицькій вірі і іспанських традиціях, Марія приступила до реставрації католицизму, маючи намір відновити папську супрематію, богослужіння та віросповідання. Її правління (1553—1558 рр.) — час Контрреформації.
Реставрація католицизму супроводжувалася переслідуваннями і спалюваннями єретиків, що дало королеві прізвисько «кривава». Було відновлено католицтво і папські супрематії. Повернути секуляризовані землі, за винятком тих, що були у власності корони, не вдалося. Але навіть часткова реституція викликала занепокоєння з боку власників церковних земель. Страх втратити їх породив невдоволення релігійної політикою Марії. Релігійні переслідування і спалення сприяли зростанню непопулярності королеви.

## Правління Єлизавети Тюдор і остаточне оформлення віровчення
Єлизавета зійшла на престол після смерті своєї зведеної сестри в 1558 році. Вона була дочкою Генріха VIII і Анни Болейн. Час Єлизавети I (1558—1603 рр.) став кульмінацією у розвитку абсолютизму в Англії та періодом остаточного оформлення національної англійської церкви.
Права Єлизавети на престол були спірними. Римська церква їх не визнала, оскільки в її очах дочка протестантки Анни Болейн не була законною спадкоємицею. Католицька Європа в цьому підтримала папу. Сама королева, обдарована і освічена, наділена глибокими знаннями в філософії і історії, музикант, поетеса, володіла вісьмома мовами, безсумнівно, була тонким політиком. Протягом свого тривалого царювання вона проводила політику компромісу між феодальною аристократією і буржуазією, між католиками і протестантами. Домогтися цього Єлизавета намагалася шляхом посилення абсолютизму і створення державної релігії, яка влаштовувала б в рівній мірі феодалів і буржуазію. Церква повинна була стати централізованою державною структурою, а англіканство — релігійною ідеологією.

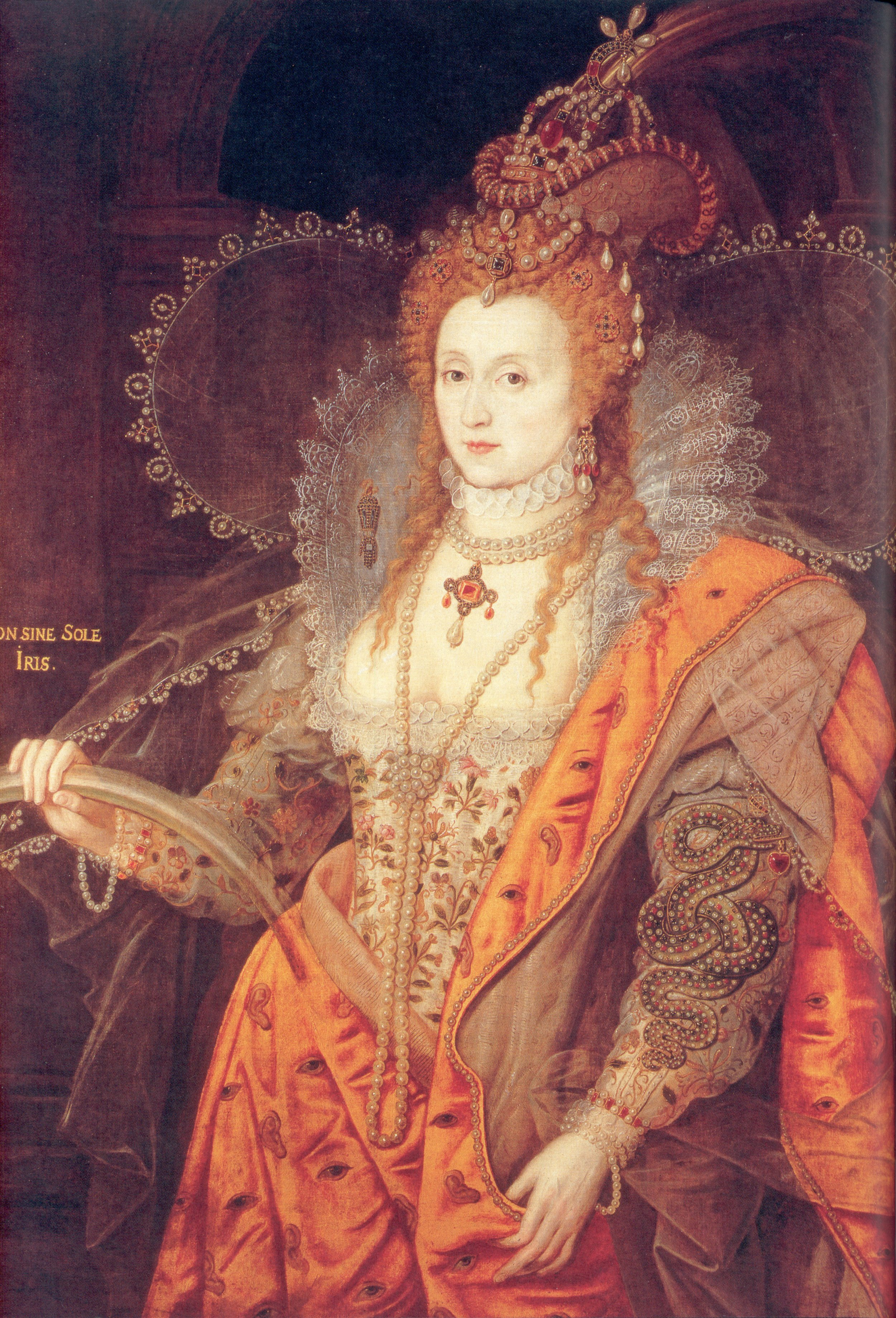
Єлизавета І Тюдор

У січні 1559 року на парламентській сесії були прийняті акт про королівське верховенство і статут про однаковість богослужіння. В акті про королівське верховенство говорилося, що «в межах королівства вся юрисдикція і всі верховні права над церквою і кліром становлять приналежність англійської корони, і все духовенство і всі посадові особи і державні чиновники зобов'язуються давати присягу в тому, що визнають королеву верховною правителькою церкви і держави і не будуть підкорятися ніякій іноземній владі».
З 1562 по 1571 рік за розпорядженням Єлизавети розробляється третя редакція англійського символу віри. В основу були покладені «42 статті», які були перероблені і скорочені до 39. Всі основні положення Кранмеровського символу віри були залишені без змін. Затверджені парламентом в 1571 р. «39 статей» стали символом віри англіканства . Це був не тільки основний релігійний, а й державний закон. Порушники або критики будь-якої з «39 статей» підлягали страти як «державні злочинці».
Створенням «39 статей» остаточно оформилось віровчення англіканської церкви, яке без істотних змін використовується до сих пір. Англіканство стало самою помірною течією протестантизму, пронизаною духом компромісу між католицькими і протестантськими догматами. З одного боку, тут є повний розрив з Римом, верховенство світської королівської влади в церкві, з іншого боку, охороняється церковна ієрархія, безправ'я мирян і громад, підпорядкування нижчого духовенства вищому, єпископам і архієпископам. Зберігається інститут єпископів. На чолі церкви Англії був поставлений архієпископ, який призначається королем.
З одного боку, в англіканстві визнаються протестантські догмати про виправдання вірою, про Святе Письмо як джерело одкровення, з іншого, зберігається католицький догмат про єдину рятівну роль церкви, хоча і з застереженнями. З одного боку, відкидається вчення католицької церкви про індульгенції, шанування ікон, мощей, зменшується число свят, але визнаються таїнства хрещення і причастя. Як і раніше стягувалася десятина, яка йшла тепер на користь короля. Нарешті, з одного боку, богослужіння йшло в англіканській церкві англійською мовою, а не латиною, як у католиків, з іншого, зберігався пишний культ, близький до католицького.
Таким чином, англіканська церква стала особливою церковною організацією, яка ввібрала в себе елементи і католицизму, і протестантизму. Реформа церкви, проведена в Англії зверху королівською владою, вибила ґрунт з-під ніг іншим течіям реформації — міщанській і селянській, які не мали місця в Англії. Разом з тим, прихильники більш радикального розвитку англіканської Реформації сформували свої програми, відомі під загальною назвою програми пуритан. З ними Єлизавета Тюдор вела не менш криваву боротьбу, ніж Марія Тюдор з англіканами.